# Li Wen-chao
Pour les articles homonymes, voir Li.
Dans ce nom chinois, le nom de famille, Li, précède le nom personnel Wen-chao.
Li Wen-chao (né le 12 septembre 1998) est un coureur cycliste taïwanais. Il participe à des compétitions sur route et sur piste.

## Biographie
En 2016, Li Wen-chao remporte une médaille de bronze lors des championnats du monde sur piste juniors, dans la course aux points . Sur route, il se classe huitième du championnat d'Asie sur route juniors. L'année suivante, il obtient une médaille de bronze aux championnats d'Asie sur piste, en poursuite individuelle. 

## Palmarès sur piste

### Championnats du monde
- Pruszków 2019
  - 20e de la poursuite individuelle

### Championnats du monde juniors
- Aigle 2016
  -  Médaillé de bronze de la course aux points

### Championnats d'Asie
- New Delhi 2017
  -  Médaillé de bronze de la poursuite
- Jakarta 2019
  -  Médaillé de bronze de la poursuite